# Семеняка, Николай Николаевич
Николай Николаевич Семеняка (укр. Микола Миколайович Семеняка; 6 декабря 1967, село Каменное, Ровненская область, УССР, СССР — 27 июня 2016, Киев, Украина) — украинский военный и политик, участник войны в Афганистане (старшина 345-го гвардейского парашютно-десантного полка) и войны на востоке Украины (24-й территориальный батальон «Айдар»). Депутат Киевского областного совета VII созыва от партии «УКРОП». Считается прототипом прапорщика «Хохла» из фильма «9 рота».

## Биография
Родился 6 декабря 1967 года в селе Каменном (Рокитновский район Ровненской области, ныне Украина). В 1973 году семья переехала в Тюменскую область. Учился в средней школе посёлка Северный Вагай, он окончил Ялуторовский сельскохозяйственный техникум по специальности «агроном». Служил в 1987—1989 годах в советском воинском контингенте в Афганистане, в составе 9-й роты 3-го батальона 345-го гвардейского парашютно-десантного полка. Считается, что он послужил прототипом прапорщика Сергея Погребняка по прозвищу «Хохол» из фильма Фёдора Бондарчука «9 рота» (роль исполнил сам Бондарчук). Воинское звание — старшина. Награждён орденом Красной Звезды (СССР), медалью и орденом Маргелова (Союз десантников России), орденом Почётного ветеранского креста (Украина).
В 1989—1992 годах Семеняка работал агрономом в совхозе «Большевик» Северного Вагая Тюменской области. Женился в 1992 году, в браке родились дочери Анастасия и Марина. С 1992 года проживал в Киевской области, занимался предпринимательской деятельностью. Работал 7 лет в России, 3 года в Чехии, по году в Венгрии, Израиле и Польше. Участвовал в Оранжевой революции, в 2006—2010 годах работал депутатом Коржевского сельсовета в Барышевском районе Киевской области V созыва. С 2010 по 2015 годы — депутат Барышевского районного совета VI созыва.
20 сентября 2011 года Семеняка участвовал в протестах перед стенами Верховной Рады Украины против сокращения льгот и пенсий ветеранам Афганской войны. Сооснователь Всеукраинской гражданской организации «Никто, кроме нас». Занимался перезахоронением останков солдат, погибших на территории Украины во время Великой Отечественной войны; организовывал поездки ветеранов-афганцев в Афганистан, в провинцию Хост и в Паншер: в 2011 году с подачи Семеняки был установлен памятник погибшим бойцам 345-го полка. Семеняка поддержал Евромайдан, участвовал как член 8-й афганской сотни Самообороны Майдана. В декабре 2013 года чуть не стал жертвой покушения: неизвестный выстрелил в депутата, ранив его в левое бедро.
С марта по май 2014 года Семеняка возглавлял Барышевский районный совет, но затем отказался от этой должности и отправился в Донбасс воевать. Служил в 24-м территориальном батальоне «Айдар». Получил ранение, лечился в Австрии. С ноября 2015 года был депутатом Киевского областного совета от фракции «УКРОП».
27 июня 2016 года скончался от сердечного приступа. Прощание состоялось 28 июня в Киеве на Площади Независимости. Похоронен в деревне Коржи Барышевского района. Оставил дочерей Анастасию и Марину.

## Награды
- Орден Красной Звезды
- Орден «За мужество» III степени (10 октября 2019, посмертно) — указом Президента Украины № 742/2019 «за личное мужество и самоотверженные действия, проявленные при защите государственного суверенитета и территориальной целостности Украины»[7].